# 環球風笛節2010
環球風笛節2010（Pipefest Global Challenge ）于2010年8月7日舉行，是世界上最大型的風笛樂隊遊行演出項目，參與的城市包括愛丁堡、英國廷塔哲、紐約市、渥太華、香港以及澳洲科夫斯港，並於24小時內在各城市舉行風笛的演出活動。